# FC Maiwand
Der FC Maiwand Kabul ist ein afghanischer Fußballverein in Kabul. 
Der 1969 gegründete Verein spielt in der Afghanistan Premier League, wo sie 2007 den achten Platz belegten. Die Mannschaft trägt die Spiele, wie alle anderen Mannschaften der Liga, im Ghazi-Stadion aus. Im Verein spielt unter anderem der Afghanische Nationalspieler Hafizullah Qadami.